# Fort Benton
La ville de Fort Benton est le siège du comté de Chouteau, dans l'État du Montana, aux États-Unis. Lors du recensement de 2010, sa population s'élevait à 1 464 habitants.

## Géographie
Fort Benton se situe précisément à 47° 49′ 10″ N, 110° 40′ 11″ O. Sa superficie est de 5,4 km2, dont aucune portion n'est couverte par les eaux.

## Géologie
Fort Benton a donné son nom à la Bentonite, une argile colloïdale employée dans de nombreuses applications.

## Démographie
Au recensement de 2000, on y dénombra 1 594 habitants, répartis en 636 foyers et 422 familles. Sa densité est de 294,5 /km2. La composition raciale du village est blancs : 97,68 % ; noirs : 0,19 % ; amérindiens : 0,56 % ; asiatiques : 0,38 % ; autres: 0,38 % ; deux groupes ou plus : 0,82 %. 0,56 % de la population est d'origine latino-américaine, tous groupes confondus.
Des 636 foyers recensés, 30,7 % avaient des enfants de moins de 18 ans, 54,4 % étaient constitués de couples mariés, 9,3 % comptaient des femmes vivant seules, 33,5 % n'étant pas des familles en tant que telles. 31 % de tous les foyers ne comptaient qu'un seul membre (14,5 % ayant plus de 65 ans). La taille moyenne d'un foyer est de 2,34 personnes, celle d'une famille 2,93.
La répartition par âges est la suivante :
- x<18 : 24,8 % ;
- 18<x<24 : 6,2 % ;
- 25<x<44 : 23,1 % ;
- 45<x<64 : 22,3% ;
- x>65 : 23,6 %.

L'âge moyen est de 43 ans, et le ratio femmes/hommes de 100/92,3 (100/84,2 hommes au-dessus de 18 ans). Le revenu moyen par foyer est de 29 406 $ par foyer, et de 32 072 $ par famille (revenu moyen des hommes : 22 819 $ femmes : 20 787 $). Le revenu per capita pour la ville est de 14 861 $, 13,4 % de la population (11,6 % des familles) étant situées en dessous du seuil de pauvreté. Réparties par tranche d'âge, 16,6 % des personnes de moins de 18 ans et 6,7 % de celles de plus de 65 ans vivent sous le seuil de pauvreté.

## Fort Benton historique
Un monument dédié à l'époque désormais révolue du commerce de la fourrure se trouve sur les berges de la rivière Missouri. La vieille tour au nord-est du village est un témoignage silencieux du Montana sauvage et inexploré, habité des seuls indiens des plaines et occasionnellement parcouru par des explorateurs, coureurs des bois ou marchands de fourrure. Chantant la pagaie à la main, vivant de viande séchée ou de gibier, ces hommes bâtirent une douzaine de comptoirs le long du cours supérieur du Missouri entre 1831 et 1846.
Au printemps 1846, le représentant de l'American Fur Company à Fort Lewis, Alexander Culbertson, est invité par les Pieds-Noirs (Blackfoot) à déplacer le fort sur la rive nord du Missouri. Une large prairie en aval est sélectionnée et la construction de Fort Benton démarre, comptoir de fourrures le plus profondément implanté le long du Missouri. Les bâtiments, palissades et tours de Fort Lewis sont démontés et transportés sur le fleuve jusqu'au nouveau point d'établissement, les dernières structures étant flottées jusqu'à Fort Benton au printemps 1847. Mais Culbertson, ayant vu les structures de boue séchée de Fort Laramie, dans le Sud-Ouest, décide rapidement de reconstruire Fort Benton à base de briques tirées de l'argile du fleuve, celles-ci offrant selon lui une meilleure protection contre le climat que ne le pouvaient de simples rondins de bois. La reconstruction débuta à l'automne 1848, pour s'achever en 1860 avec la complétion du magasin.
Comme tous les autres comptoirs de la région, Fort Benton était construit en un carré de 50 × 50 m, plus des tours d'une hauteur de deux étages et d'une surface au sol de 30 m2. Des créneaux et meurtrières le long des quatre murs assuraient une défense dans toutes les directions, un mur d'adobe d'environ cinq mètres de haut liant les divers bâtiments pour fermer le carré. Une large porte en bois permettait d'accéder à la tour nord-est et au dépôt, et une plus petite porte permettait aux indiens d'entrer par petits groupes dans un enclos faisant partie du magasin et où ils pouvaient échanger leurs fourrures (d'abord du tissu coloré et des verroteries pour une peau de castor ou de bison).
Le commerce de la fourrure s'éteint vers 1865, et l'American Fur Company vend alors le fort à l'armée, mettant ainsi fin à son contrôle du cours supérieur du Missouri. Le fort a déjà commencé à tomber en ruine lorsque les militaires s'y installent en 1869, et ceux-ci l'abandonnent en 1875, remplacés par des familles de colons. Complètement désertés en 1881, les bâtiments s'écroulèrent les uns après les autres. En 1900, seul restait la tour nord-est, dernier vestige du plus gros comptoir des dernières années du commerce de la fourrure. En 1908 une association, Daughters of the American Revolution restaura le bâtiment à l'aide de donations privées et d'une subvention de la part de l'État.